# Ormosia
Ormosia je rod rostlin z čeledi bobovité (Fabaceae). Jsou to keře a stromy rozšířené v počtu asi 130 druhů v tropické Americe, Asii a Austrálii. Některé druhy mají zajímavě zbarvená červená nebo černo-červená semena, která se používají na náhrdelníky a umělecké předměty, jsou však jedovatá.

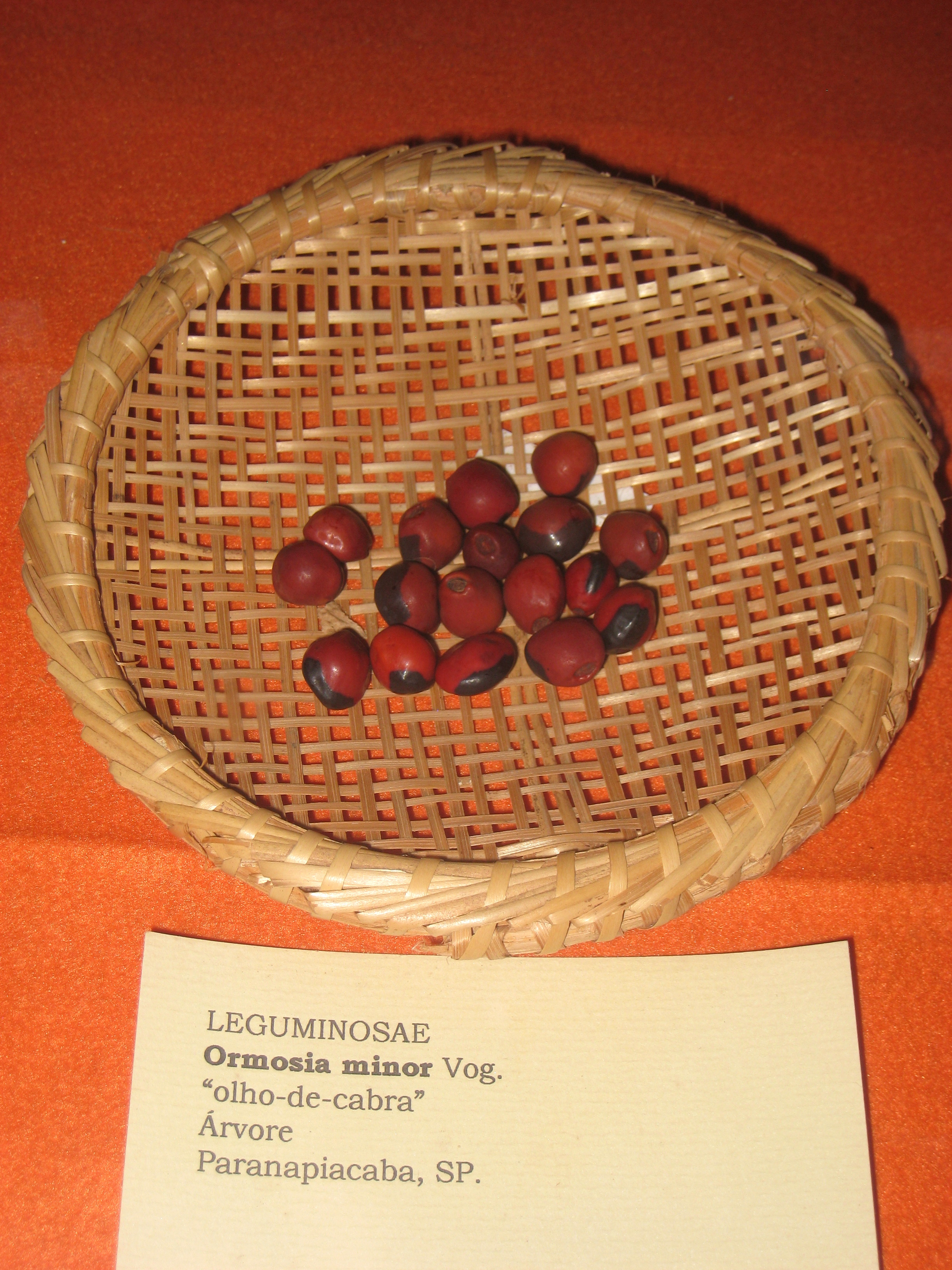
Semena Ormosia minor

## Popis
Zástupci rodu Ormosia jsou keře nebo nízké až velmi vysoké stromy. Druh Ormosia lignivalvis z jihoamerických deštných pralesů dorůstá výšky až 50 metrů. Listy jsou lichozpeřené, řidčeji sudozpeřené a výjimečně jen jednolisté, střídavé nebo u některých druhů téměř vstřícné. Lístků je nejčastěji 3 až 11 párů, často jsou kožovité nebo tlustě papírovité. Palisty jsou obvykle drobné a nenápadné. Květenství jsou latovitá nebo hroznovitá, vrcholová nebo úžlabní, s drobnými opadavými listeny. Kalich je pětičetný, zvonkovitý, s 5 podobnými nebo nestejnými zuby. Koruna je bílá, žlutá, růžová až purpurová, delší než kalich. Pavéza je téměř okrouhlá až široce vejčitá a bývá tmavší než ostatní části koruny. Křídla jsou delší než člunek. Tyčinek je 10, jsou volné nebo pouze na bázi srostlé a vyčnívají z květu. Několik tyčinek bývá sterilních. Semeník je téměř přisedlý, s dlouhou prohnutou nitkovitou čnělkou a nejčastěji s 2 až 7 vajíčky. Plody jsou kožovité až dřevnaté, lysé až hustě chlupaté, pukající 2 nebo výjimečně 3 chlopněmi nebo zřídka nepukavé, vejčité až protáhlé. Často jsou mezi semeny charakteristicky zaškrcované. Semena jsou lesklá, tvrdá, červená, hnědá nebo černá, někdy i dvoubarevná.

## Rozšíření
Rod Ormosia zahrnuje asi 130 až 145 druhů. Je rozšířen v tropické Americe (asi 50 druhů), v jihovýchodní Asii a v severní Austrálii. Ormosia nejčastěji rostou v tropických deštných lesích, v poříčních lesích, v sezónně suchých lesích, na mořském pobřeží i na horských svazích až do nadmořské výšky okolo 2 000 metrů. 

## Ekoologické interakce
Větve amazonského druhu Ormosia macrophylla jsou často duté a obývané mravenci.

## Obsahové látky
Semena většiny druhů jsou více či méně jedovatá. Semena obsahují mj. alkaloidy ormosin, ormosanin, ormosinin a panamin, některé druhy i N-methylcytisin.

## Zajímavosti
Název rodu Ormosia je odvozen z řeckého slova hormos, což znamená náhrdelník.

## Význam
Zajímavě dvoubarevně zbarvená semena některých druhů jsou podobná semenům soterku obecného (Abrus precatorius) nebo některých lián rodu rynchosie (Rhynchosia), jsou však celkově větší. Semena druhu Ormosia coccinea jsou používána na výrobu náhrdelníků a podobných předmětů, jsou však jedovatá.
Udává se, že ze semen Ormosia monosperma vaří domorodci ve východní Venezuele nápoj „na bolesti srdce“. Semena Ormosia macrophylla jsou využívána indiány kmene Tawaino v Kolumbii jako součást šípového jedu kurare.
Dřevo ormosií nemá valný význam, je málo kvalitní a náchylné k napadení dřevokazným hmyzem. Pryskyřičnaté dřevo Ormosia steyermarkii je v Jižní Americe využíváno k rozdělávání ohně.